# Nepal en los Juegos Olímpicos de Los Ángeles 1984
Nepal estuvo representado en los Juegos Olímpicos de Los Ángeles 1984 por diez deportistas masculinos que compitieron en tres deportes.
El equipo olímpico nepalí no obtuvo ninguna medalla en estos Juegos.